# Miķelis Valters
Miķelis Valters (Aussprache [ˈmicɛlis ˈvalters], deutsch: Walters; * 13. Apriljul. / 25. April 1874greg. in Liepāja (Libau); † 27. März 1968 in Nizza, Frankreich) war ein lettischer Publizist, Politiker, Diplomat und Dichter. Er war ein früher Verfechter eines unabhängigen lettischen Staates und 1919 Innenminister der Republik Lettland.

## Jugend und Exil
Valters wurde als Sohn eines Hafenarbeiters in Libau (damals Gouvernement Kurland) geboren. Als Eisenbahnarbeiter und Absolvent der Libauer Realschule kam er mit sozialistischen Ideen in Kontakt. Er engagierte sich in der Arbeiterbewegung und arbeitete für die Zeitung "Dienas Lapa" in Riga. Kurzzeitig hielt er sich auch in Berlin auf, wo er Kontakte zu deutschen Sozialisten knüpfte und Vorlesungen an der Universität besuchte. Nach Lettland zurückgekehrt, wurde er am 20. Mai 1897 wegen Teilnahme an der Bewegung der "Neuen Strömung" zu 15 Monaten Gefängnis verurteilt. Als er nach Verbüßung seiner Strafe in die Verbannung nach Wjatka geschickt werden sollte, gelang ihm die Flucht nach Deutschland. Später ging er in die Schweiz, wo er an der Universität Bern Staatskunde studierte. Mit Gleichgesinnten gründete er eine "Westeuropäische lettische Sozialdemokratische Partei" und publizierte seine radikalen Ansichten als Redakteur von verschiedenen Zeitungen. Er war der Erste, der (im Gegensatz zu den Bolschewisten) einen vollständig selbstständigen lettischen Nationalstaat forderte.
Während der Revolution von 1905 war Valters im Baltikum anwesend, kehrte jedoch 1906 in die Schweiz zurück und promovierte 1907 mit seiner Dissertation „Tolstoi nach seinen sozialökonomischen, staatstheoretischen und politischen Anschauungen“ zum Doktor der Staatswissenschaften. 1909 bis 1910 vervollständigte er seine Ausbildung an der Sorbonne in Paris und lebte 1912 bis 1913 in London.

## Lettische Unabhängigkeit
Im Mai 1917 reiste Valters nach Lettland und wurde in den "Vorläufigen Rat Vidzemes" gewählt. Er war zusammen mit Kārlis Ulmanis einer der Gründer der lettischen Bauernvereinigung und des lettischen Volksrates. Nach der Ausrufung der Republik Lettland am 18. November 1918 wurde er der erste Innenminister und verhandelte in dieser Position mit dem Generalbevollmächtigten des Deutschen Reiches Winnig und später mit dem Kommandierenden General der deutschen Besatzungsmacht von der Goltz. Beim Baltenputsch vom 16. April wurde er kurzzeitig gefangengesetzt. Von der Goltz bezeichnet Valters in seinen Erinnerungen als „wohl das einzige höher stehende Mitglied der Regierung und deshalb unparteiischer über Balten und Deutsche denkend“. Valters wiederum zitiert v. die. Goltz in seinem Buch Lettland: 
»Das Mildeste, was geschah, war noch, daß man die Letten als Ungebildete hinstellte, wogegen die Deutschbalten stets als die „alten Herren und Kulturträger des Lande“ drapiert wurden. Noch zuletzt sucht Graf von der Goltz mit tiefseelischer Begeisterung solche und ähnliche Ausdrücke: Lettland sei unentwickelt, und aus dem unentwickelten Lande könne niemals etwas werden; das ganze Land und Volk verdanke aber auch alles der germanischen Kultur und Zivilisation. Riga und Mitau in lettischer Hand hat in den Augen eines Grafen von der Goltz etwas „Widersinniges und Reaktionäres“ und bedeutet ihm einen Rückfall in frühere Kulturperioden.«
Von 1920 bis 1940 war Valters lettischer Gesandter in Italien, Frankreich, Spanien, Portugal, Polen, Ungarn und Belgien. Als Ulmanis nach 1934 autoritär regierte, war Valters einer der wenigen, die öffentlich und in privaten Denkschriften scharfe Kritik übten; wohl deshalb wurde er 1937 auf den eher unbedeutenden Botschafterposten in Brüssel versetzt.
Ab 1940 lebte Valters in der Schweiz und engagierte sich auch nach dem Zweiten Weltkrieg publizistisch im Sinne eines freien Lettlands. Er starb 1968 in Nizza.

## Schriftstellerische Tätigkeit
Außer politischen veröffentlichte er auch kunsttheoretische Schriften (teilweise unter den Pseudonymen Dorupnieks und Ingmars Ingmarsons) sowie unter dem Künstlernamen Andrejs Papārde die drei Gedichtbände Tantris (1908), Ēnas uz akmeņiem (Schatten auf Steinen, 1910) und Mūžība (Ewigkeit, 1914); außerdem legte er die beiden philosophischen Dramen Kristus atriebšanās (Christi Rache, 1928) und Dievs un cilvēks (Gott und Mensch, 1930) sowie Memoiren mit dem Titel Atmiņas un sapņi (Erinnerungen und Träume, postum 1969) vor. Um im deutschsprachigen Raum die Republik Lettland bzw. das Schicksal der baltischen Staaten ins Bewusstsein zu rücken, veröffentlichte er u. a. die Bücher Lettland. Seine Entwicklung zum Staat und die baltischen Fragen (Rom 1923), Baltengedanken und Baltenpolitik (Paris 1926; beide unter dem Namen Dr. M. Walters) und Das Verbrechen gegen die baltischen Staaten (1962).

## Privates
Miķelis Valters war bis 1928 mit Estere Papardīte (vgl. Valters’ Künstlername) verheiratet. 1930 heiratete er Alise Ērika Vilsone. Mit Antonija Jākobsone hatte er 1938 einen außerehelichen Sohn.